# Alex Ploner
Alex Ploner (* 27. März 1969 in Innichen) ist ein Südtiroler Journalist, Eventmanager und Politiker.

## Biographie
Der in Niederdorf aufgewachsene Ploner sammelte erste Berufserfahrungen als Moderator und Sprecher bei Radio 2000 und Radio Holiday. Von 1996 bis 2010 arbeitete er als Journalist beim ORF, wo er die Fernsehsendung Südtirol heute als Redakteur und Moderator betreute; seit 2009 ist er für die Sendung Einschnitte auf Rai Südtirol verantwortlich. Daneben betätigte sich Ploner als Eventmanager und organisierte das International Mountain Summit.  Bei den Landtagswahlen 2018 konnte er als Kandidat des Teams Köllensperger (in der Folge Team K) mit 5.952 Vorzugsstimmen ein Mandat für den Südtiroler Landtag und damit gleichzeitig den Regionalrat Trentino-Südtirol erringen. Bei den Landtagswahlen 2023 gelang ihm mit 5.993 Vorzugsstimmen die Wiederwahl.